# Ядерная боеголовка изменяемой мощности
Ядерная боеголовка изменяемой мощности — опция подрыва, доступная на современных ядерных зарядах. Позволяет оператору установить необходимую мощность (тротиловый эквивалент) боеголовки для использования в различных ситуациях (к примеру, уменьшение мощности заряда может быть необходимо для поражения противника в непосредственной близости от своих сухопутных или морских сил, на территории (в акватории) союзного или нейтрального государства). Один из первых ядерных боеприпасов с регулируемой мощностью — ядерная авиационная бомба B61 (Mod.10), позволяет ступенчато изменять мощность подрыва. Доступны значения в 300 тонн, 5, 10 и 80 килотонн, устанавливаемые наземным обслуживающим персоналом при помощи соответствующих регулировок детонатора внутри корпуса бомбы до подвески её на истребитель или бомбардировщик.

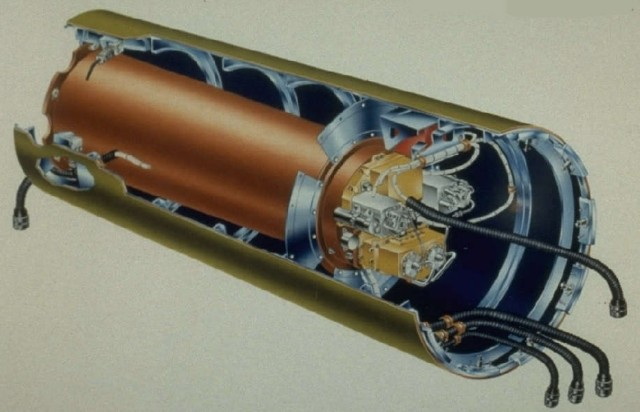
Боеголовка изменяемой мощности W85

## Технология изменения мощности
Технологии изменения мощности ядерного заряда существуют с начала 1960-х годов. Запущенные в производство боеголовки с опцией подрыва включают в себя вышеупомянутое семейство авиабомб B61, а также B83 (основной тип авиабомб США), W80 и W84 (устанавливаемые на крылатых ракетах, в том числе Томагавк), W85 (устанавливались на БРСД Першинг II, в данное время около 120 шт. установлены на авиабомбах B61), WE177A (производство Великобритании).
Наиболее широкое распространение в современном ядерном оружии получили двухстадийные термоядерные заряды работающие по схеме Теллер-Улама, где во время первой стадии происходит деление ядер (235U, 239Pu и реже других), а во время второй стадии происходит термоядерная реакция в контейнере, сжатом энергией первой стадии посредством радиационной имплозии.
Известно по крайней мере три метода изменения выходной мощности:
- Изменение мощности первой (делящейся) ступени добавлением в процесс термоядерного слияния при помощи небольших количеств газа дейтерия или трития, увеличивающих мощность. Обычно газ впрыскивается в центр сборки за несколько секунд (за секунду) до детонации и его количество может регулироваться (широко применяемая схема бустеризации: Ядерное оружие#Бустеризация ядерного взрыва).
- Изменение мощности путём изменения времени работы внешнего излучателя нейтронов[англ.] (ENIs)[1], который представляет из себя миниатюрный ускоритель частиц, управляющий термоядерной реакцией с помощью разгона дейтерия в тритиевую мишень (возможен обратный вариант), продуцируя короткий мощный импульс нейтронов. Излучатель в данном случае играет роль дополнительной инициирующей ступени. Выходная мощность заряда регулируется выставлением времени работы излучателя и изменением плотности потока нейтронов.
- Понижение мощности второй (термоядерной) ступени при помощи понижения мощности первой (для неполной детонации второй ступени). Возможен также вариант блокирования передачи энергии внутри боеголовки после инициации первой ступени с помощью заслонок (или похожего механизма). В последнем варианте с помощью перекрытия (или расфокусировки) потока излучения на вторую ступень можно добиться уменьшения мощности заряда вплоть до отсутствия детонации второй ступени (минимальная мощность).

## Великобритания

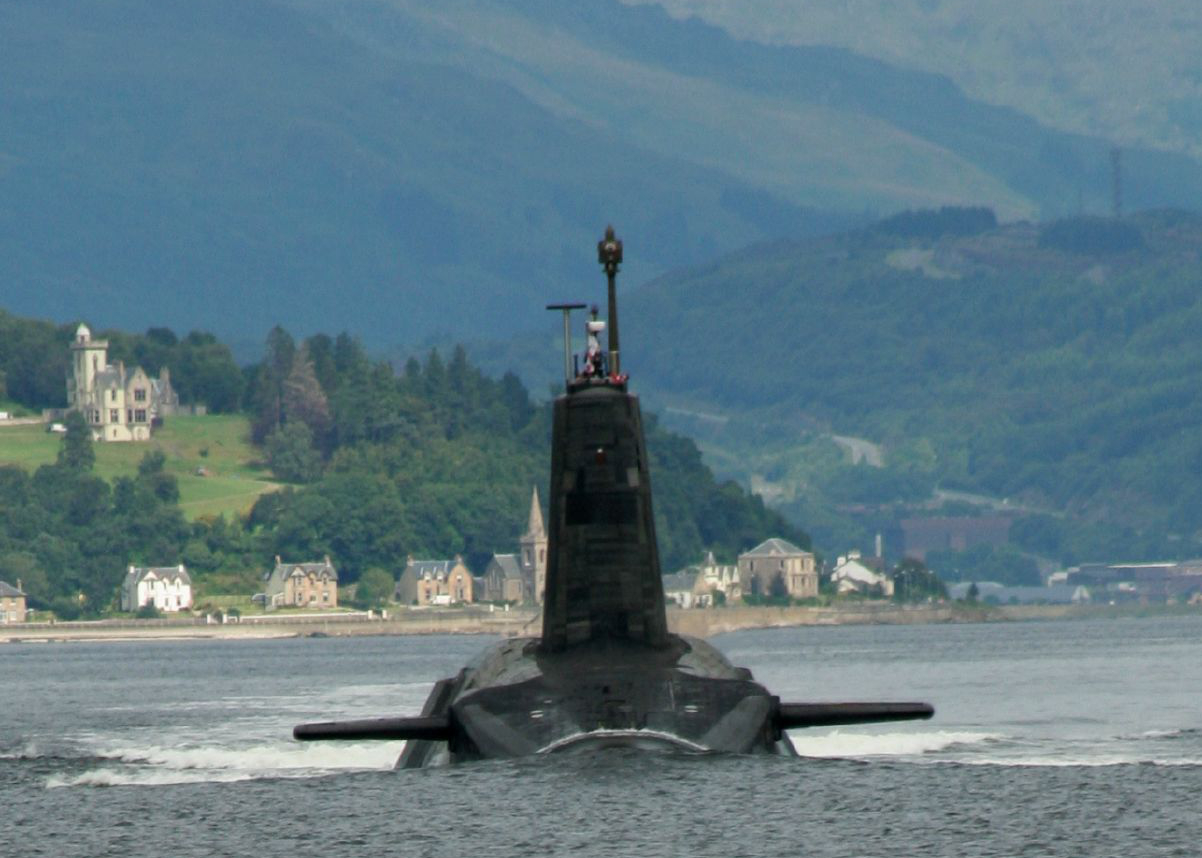
Подводная лодка типа «Вэнгард» выходит из базы в Шотландии

В настоящее время Великобритания использует технологию опции подрыва как стандартную, и на 2011 год использует только боеголовки изменяемой мощности. Всего на вооружении ядерных сил Великобритании имеется 184 боеголовки WE177A (мощностью 1—150 кт) собственного производства (из них не более 160 развёрнутых), установленных на 48-ми (из в общей сложности 58-ми) арендуемых у Вооружённых Сил США БРПЛ Трайдент II D-5 американского производства (но с модифицированной по британским требованиям головной частью). Ракеты размещены на трёх дежурных (из четырёх, имеющихся в Королевском Флоте) ПЛАРБ класса «Вэнгард», базирующихся на военно-морской базе Фаслэйн (Faslane (Clyde), Шотландия).

## США
На вооружении ядерных сил США находится около 3400 боеголовок с опцией переменной мощности подрыва (из них развёрнуто не более 2000). Дополнительно, около 350 таких боеголовок находятся на долговременном хранении (боеголовки типа W84).

## Франция
Французские ядерные силы также имеют на вооружении ядерные боеголовки с изменяемой мощностью. Например, на принятой в 2008 году на вооружение авиационной (аэробаллистической) оперативно-тактической ракете ASMP-A, размещаемой на самолётах Rafale F3, установлена боеголовка TN81 мощностью 100—300 кт (выпущено 80 шт.).

## Другие страны
Достоверных данных о нахождении боеголовок с опцией подрыва на вооружении России и Китая нет. Однако, учитывая некоторую необходимую «открытость» ядерного оружия (т.н. ядерное сдерживание), можно с большой долей вероятности предполагать их отсутствие у данных стран. По другим сведениям, в 2011 году КНР уже располагает такими боеголовками. Известно также, что ядерные заряды переменной мощности разрабатывались и были успешно испытаны в СССР.